# Erik De Clercq (ondernemer)
Erik De Clercq (Antwerpen, 1 april 1943 - Turnhout, 31 januari 2012) was een Belgisch ondernemer en politicus voor de PVV. Hij was burgemeester van Vosselaar.

## Levensloop
Erik De Clercq is de zoon van voormalig liberaal volksvertegenwoordiger en burgemeester Paul De Clercq.
In 1969 stichtte hij het aannemingsbedrijf De Clercq en zonen, later omgevormd tot de nv De Clercq Aannemingen, in 1993 afgekort tot DCA. Het bedrijf is gevestigd in Beerse.
Na de gemeenteraadsverkiezingen van 1988 werd hij aangesteld als burgemeester van de gemeente Vosselaar als kandidaat van de kartellijst Vosselaarse Gemeentebelangen (VGB). Hij volgde in deze hoedanigheid Louis Schoenmakers (CVP) op. De Clercq vormde een coalitie met de kieslijst Vernieuwing (V) en bleef één bestuursperiode burgemeester. Hij werd opgevolgd in deze hoedanigheid door Louis Schoenmakers.